# Bogusław Slaski
Bogusław Slaski herbu Grzymała (zm. 14 stycznia 1794) – z rodu Slaskich herbu Grzymała, starosta bocheński, poseł na sejmy.
Uczestnik konfederacji barskiej, aresztowany przez Rosjan i więziony w Kijowie.
Poseł na sejm 1778 roku z województwa krakowskiego. Pochowany w kościele Reformatów w Krakowie.